# Calayan, Cagayan
Calayan là một đảo và là đô thị hạng 4 ở tỉnh Cagayan, Philippines. Nó bao gồm một phần của Quần đảo Babuyan ở eo biển Eo biển Luzon và một phần ở đảo Luzon. Theo điều tra dân số năm 2000, đô thị này có dân số 14.309 người trong 2.654 hộ.
Đây là nơi của loài Calayan Rail sinh sống, một loài chim không biết bay. Calayan Rail đã được xác định là một loài riêng biệt vào năm 2004.

## Lịch sử
Năm 1942, lực lượng của đế quốc Nhật đổ bộ vào đảo Calayan.
Năm 1945, In 1945, quân đội Thịnh vượng chung Philippines đã tới đảo này. lực lượng của đế quốc Nhật đã bị đánh bại bởi những người lính Filipino tại trận chiến ở quần đảo Babuyan trong Chiến tranh Thế giới thứ Hai.

## Các khu phố (barangay)
Calayan được chia thành 12 khu phố (barangay).
- Cabudadan
- Balatubat
- Dadao
- Dibay
- Dilam
- Magsidel
- Naguilian
- Poblacion/Centro I
- Babuyan Claro
- Centro II
- Dalupiri
- Minabel